# 博利瓦區 (博利瓦省)
博利瓦區（西班牙語：Distrito de Bolívar），是秘魯的一個區，位於該國西北部拉利伯塔德大區的博利瓦省，面積740.58平方公里，海拔高度3,129米，2005年人口5,220，人口密度每平方公里7人。
17°58′02″S 66°32′20″W / 17.96722°S 66.53889°W